# 恋のキセキ
「恋のキセキ」（こいのキセキ）は、JK21のメジャー2枚目のシングル。2011年4月20日発売。

## 概要
- 『恋のキセキ』『スイパラダンス』『青空ワンピース』の着うた（R）を4月13日からレコチョクとテイチクモバイルから配信開始。

### 店舗別購入特典
- 店舗共通：「恋のキセキ」シングル3種（初回盤A／初回盤B／通常盤）購入で JK21スペシャルBOX（3タイトル収納） を先着でプレゼント。
- 新星堂：「あなたの足跡（ポイント）が…奇跡を起こす！新星堂の恋のキセキ」キャンペーン - 専用応募ハガキ（ポイントカード）を対象店舗にて配布し、CD1枚購入毎に1ポイント加算。7ポイント1口とし、口数により下記のスペシャル特典をもれなくプレゼント。
  - 1口：メンバー生写真7枚セット
  - 2口：デジタルフォトキーホルダーメンバー7人写真入り
  - 3口：メンバー声入り目覚まし時計
- TOWER RECORDS：TOWER RECORDSバージョン生写真全3種の内ランダムで1枚。関西エリアの対象店舗のみ、イオンモール堺北花田プラウイベントで有効の“サイン会参加券B（黄色）”付き
- HMV：HMVバージョン生写真全7種の内ランダムで1枚。関西エリアの対象店舗のみ西宮ガーデンズイベントで有効の“サイン会参加券C（ピンク）”付き

## 収録内容

### 初回限定盤A

#### CD
1. 恋のキセキ
  - 作詞:Shu/作曲:小松健祐/編曲:高瀬一也
2. スイパラダンス
  - 作詞:Shu/作曲:小松健祐/編曲:高瀬一也
3. 恋のキセキ (instrumental)
4. スイパラダンス (instrumental)

#### DVD
1. 恋のキセキ PV
2. ジャケット撮影 メイキング映像

### 初回限定盤B

#### CD
1. 恋のキセキ
2. スイパラダンス
3. 恋のキセキ (instrumental)
4. スイパラダンス (instrumental)

#### DVD
1. スイパラダンス PV
2. プロモーションビデオ撮影 メイキング映像

### 通常盤

#### CD
1. 恋のキセキ
2. スイパラダンス
3. 青空ワンピース
  - 企画:安部賢一/作詞:Shu/作曲:小松健祐/編曲:高瀬一也
4. 恋のキセキ (instrumental)
5. スイパラダンス (instrumental)
6. 青空ワンピース (instrumental)

## 「恋のキセキ」発売記念イベント
- 2011年4月20日、CD発売記念アトリエクラブ
- 2011年4月30日、おおとりウイングス 1F中央広場ステージ
- 2011年5月1日、ミドリJR尼崎店4階 インストアイベントスペース
- 2011年5月3日、新星堂東京ドームシティラクーア店 新星堂店内 / 新星堂本社 地下イベントホール
- 2011年5月4日、タワーレコード新宿店 7F イベントスペース
- 2011年5月7日、イオンモール堺北花田プラウ
- 2011年5月8日、新星堂加古川店 グリーンプラザべふ なごみ広場 / 新星堂明石ヨーカドー店 明石イトーヨーカドー3F イベント広場
- 2011年5月14日、新星堂守口店 京阪百貨店守口店 正面入口前 イベントスペース / 新星堂天王寺ミオ店 天王寺ミオ11Fライトガーデン

## タイアップ
- 恋のキセキ
  - 関西テレビ「モモコのOH！ソレ！み～よ！」（毎週土曜14:25～14:55）4～6月 エンディングテーマ
  - フジテレビ「ミューサタ」4月度エンディングテーマ
  - 関西テレビ「音エモン」4月度POWER PUSH曲
- スイパラダンス
  - スイーツパラダイス・タイアップソング
- 青空ワンピース
  - 池田模範堂「ポケムヒ」